# Saint-Riquier-ès-Plains
Saint-Riquier-ès-Plains är en kommun i departementet Seine-Maritime i regionen Normandie i norra Frankrike. Kommunen ligger i kantonen Saint-Valery-en-Caux som tillhör arrondissementet Dieppe. År 2022 hade Saint-Riquier-ès-Plains 628 invånare.

## Befolkningsutveckling
Antalet invånare i kommunen Saint-Riquier-ès-Plains
| Referens: INSEE |